# Enrique Ferraro
Enrique Bernardino Ferraro Barr (Montevideo, Uruguay, 20 de junio de 1970) es un exfutbolista uruguayo. Se desempeñaba como delantero y militó en diversos clubes de Uruguay, Chile, Bolivia y Ecuador.
Campeón Uruguayo con Bella Vista en el año  1990

## Clubes
| Club                 | País    | Año       |
| -------------------- | ------- | --------- |
| Bella Vista          | Uruguay | 1990-1992 |
| Barcelona            | Ecuador | 1993      |
| Defensor Sporting    | Uruguay | 1994      |
| Deportivo Quito      | Ecuador | 1995      |
| Danubio              | Uruguay | 1996      |
| Fénix                | Uruguay | 1997      |
| O'Higgins            | Chile   | 1997      |
| Huachipato           | Chile   | 1998      |
| Real Santa Cruz      | Bolivia | 1999      |
| Progreso             | Uruguay | 2000      |
| Rocha                | Uruguay | 2000      |
| Juventud Las Piedras | Uruguay | 2001-2002 |
| Rentistas            | Uruguay | 2003-2004 |
| Central Español      | Uruguay | 2005-2006 |
| Rampla Juniors       | Uruguay | 2007-2008 |
| Atenas de San Carlos | Uruguay | 2008      |

## Palmarés

### Campeonatos nacionales
| Título                      | Club        | País    | Año  |
| --------------------------- | ----------- | ------- | ---- |
| Primera División de Uruguay | Bella Vista | Uruguay | 1990 |

### Distinciones individuales
| Distinción                       | Año           |
| -------------------------------- | ------------- |
| Goleador de la Primera B Chilena | Clausura 1997 |